# Mine G. Kırıkkanat
Mine Gökçe Kırıkkanat est une journaliste et romancière turque, née en 1951 à Ankara. 

## Biographie
Elle est diplômée du lycée français Notre Dame de Sion d'Istanbul et de l'université d'Istanbul. 
Sociologue de formation, elle est journaliste et a travaillé en Espagne de 1986 à 1990 à Bilbao et à Madrid comme correspondante de Cumhuriyet ; en France de 1991 à 2010 d'abord pour Milliyet, puis comme éditorialiste aux quotidiens turcs Radikal et Vatan.  Depuis elle est éditorialiste du quotidien turc Cumhuriyet, et participe régulièrement au programme Kiosque de TV5 Monde et publie ses articles en français sur le Blog Planétaire de la même chaine (TV5Monde).
Elle a reçu trois fois le prix de la journaliste turque la plus courageuse.
Ses écrits lui ont valu 42 procès. Fin 2017, alors que l'autoritarisme et la politique d'islamisation du président Recep Tayyip Erdoğan est décriée, notamment dans les milieux laïcs, elle déclare : « Je suis la cible privilégiée des islamistes car je pense que le problème en Turquie n'est pas l'islamisme mais l'islam, frein à l'égalité entre homme et femme. J'ai pu le dire en toute liberté, malgré les menaces de mort, avant l'arrivée de l'AKP au pouvoir qui menace de prison toute contradiction ».

## Œuvres
Elle a publié plusieurs essais, nouvelles et romans, traduits en 8 langues, dont deux traduits en français. 
- La Malédiction de Constantin [« Bir gün gece »] (trad. du turc), Paris, trad. Valérie Gay-Aksoy, Éditions Métailié, 2006, 228 p. (ISBN 978-2-86424-590-2). Cet ouvrage est traduit également en arabe (Égypte/Etrac Publishing, 2012)
- Le sang des rêves (trad. du turc), Paris, Éditions Métailié, 2010, 228 p. (ISBN 978-2-86424-743-2)[4].